# Raymond Schwartz
Pour les articles homonymes, voir Schwartz.
Œuvres principales
- Verdkata testamento (1926)
- Prozo ridetanta (1928)
- Anni kaj Montmartre (1930)
- La Stranga Butiko (1931)
- La Ĝoja Podio (1949)

Raymond Schwartz (1894-1973) est un écrivain français. Il a écrit de nombreux poèmes et romans en espéranto, ainsi que des sketches, qu'il interprétait dans les cabarets espérantophones parisiens.

## Biographie
Raymond Schwartz naît le 8 avril 1894 à Metz, une ville de garnison animée d'Alsace-Lorraine. Sa famille est francophone et il y reçoit une bonne éducation. Il parle non seulement le français et l'allemand couramment, mais apprend également le latin et le grec. Très tôt il apprend l'espéranto et rêve d'un futur de paix grâce à cette langue équitable. En 1912 il commence à publier des pièces en rimes dans la « Tutmonda Espero », puis après la guerre des poèmes et des articles dans différents magazines. Il fonde le groupe espérantophone « Amika Rondo », Cercle amical en 1913. La Première Guerre mondiale est pour lui, qui est engagé dans l'armée allemande et doit aller se battre sur le front, une terrible déception.
Après la guerre, il ne reste pas à Metz, redevenue française, mais il part s'installer à Paris. Là, il travaillera dans une grande banque jusqu'à sa retraite. Cet homme, sérieux et compétent dans sa profession, montre un tout autre visage lorsqu'il joue dans les cabarets espérantophones, où il crée de nombreux sketches, à tel point que de nombreux espérantophones ne le connaissant que partiellement s'en font l'image d'un joyeux luron.
À Montmartre, il dirige le cabaret « La Verda Kato » (Le Chat vert) de 1920 à 1926, « La Bolanta Kaldrono » (Le Chaudron bouillant), de 1936 à 1939, « La Tri Koboldoj » (Les trois lutins), de 1944 à 1956. Ses sketches et ses livres sont très amusants et spirituels, et pas toujours très prudes. Son roman Kiel akvo de l' rivero (Comme l'eau de la rivière), de 1963, est un des plus longs et des meilleurs romans écrits en espéranto.
Ses pièces en vers « Verdkata Testamento » (Le Testament du Chat vert) de 1926, et « La Stranga Butiko » (L'Étrange Boutique), écrite en 1931, sont pleines de fantaisie : chansons dans le plus pur style « cabaret », récits humoristiques et jeux de mots.
On retrouve les mêmes caractéristiques dans « La Prozo ridetanta » (La Prose souriante), de 1928. Son roman court « Anni kaj Montmartre » (Annie et Montmartre), raconte les aventures d'une jeune Allemande naïve à Paris et fait partie des chefs-d'œuvre de la littérature originale en espéranto, notamment en raison de son style d'écriture.
Mais son principal chef-d'œuvre est peut-être Kiel akvo de l' rivero (Comme l’eau de la rivière), considéré comme son roman le plus sérieux et le plus émouvant. Il est aussi rédacteur du mensuel humoristique « La Pirato » (Le Pirate), où il fait figure d'« enfant terrible » de la famille espérantophone : avec lui rien ne reste caché, et tout est prétexte à plaisanterie.
Il collabore à la Sennacieca Revuo par des articles intitulés « Laŭ mia ... Ridpunkto », jeu de mots formé sur « vidpunkto » (point de vue, manière de voir) et « rido » (rire), dans un style humoristique empreint de calembours et autres contrepèteries.
En 1964, il joue le rôle du commissaire de Police, dans le film Angoroj.
Raymond Schwartz s'est éteint le 14 mai 1973 à Villepinte.

## Publications[1]
- Verdkata testamento (1926) (recueil de poèmes)
- Prozo ridetanta (1928)
- Anni kaj Montmartre (1930) (roman court)
- La Stranga Butiko (1931) (recueil de poèmes)
- La Ĝoja Podio, Impr. commerciale "Maine libre", Le Mans, 1949.
- Kiel akvo de l' rivero (1963) (roman)
- Ne kiel Meier! (1964)
- ... kun siaspeca spico! (1971)
- Vole ... Novele (1971) (recueil de nouvelles)